# Kamenáč
De Kamenáč of Aschberg (936 m), is een berg op de grens tussen Tsjechië en Duitsland nabij de stad Klingenthal in de deelstaat Saksen. De eigenlijke top van de berg ligt in Tsjechië. Aan de Duitse kant bereikt de berg een maximale hoogte van 917 m.

## Ligging en omgeving
Nabij de top bevindt zich de in 1999 gebouwde uitzichtstoren “Otto Hermann Böhm” (32 m hoog) en een jeugdherberg. Aan de Duitse kant van de grens wordt de Kamenáč tot aan de top bewoond. Voorts bevindt zich boven op de berg een radiozendmast die de volgende frequenties uitzendt:
- VHF 93,7 MHz (MDR 1 Radio Sachsen) - Opbrengst: 0,2 kW
- VHF 98,4 MHz (MDR Figaro) - Opbrengst: 0,2 kW
- VHF 103,5 MHz (Vogtlandradio) - Opbrengst: 0,05 kW

Op de Kamenáč bevinden zich een skipiste en een langlaufloipe, die van Mühlleithen naar Schöneck of Carlsfeld leidt.

## Uitzicht
Vanaf de uitzichtstoren is er een weids uitzicht op het Boheemse Ertsgebergte en op het Elstergebergte. In het oosten zijn de nog net de Fichtelberg en de Klinovec (Keilberg) zichtbaar, en aan de zuidkant reikt het blikveld tot aan het Slavkovský les en het Bohemer Woud.

## Routes naar de top

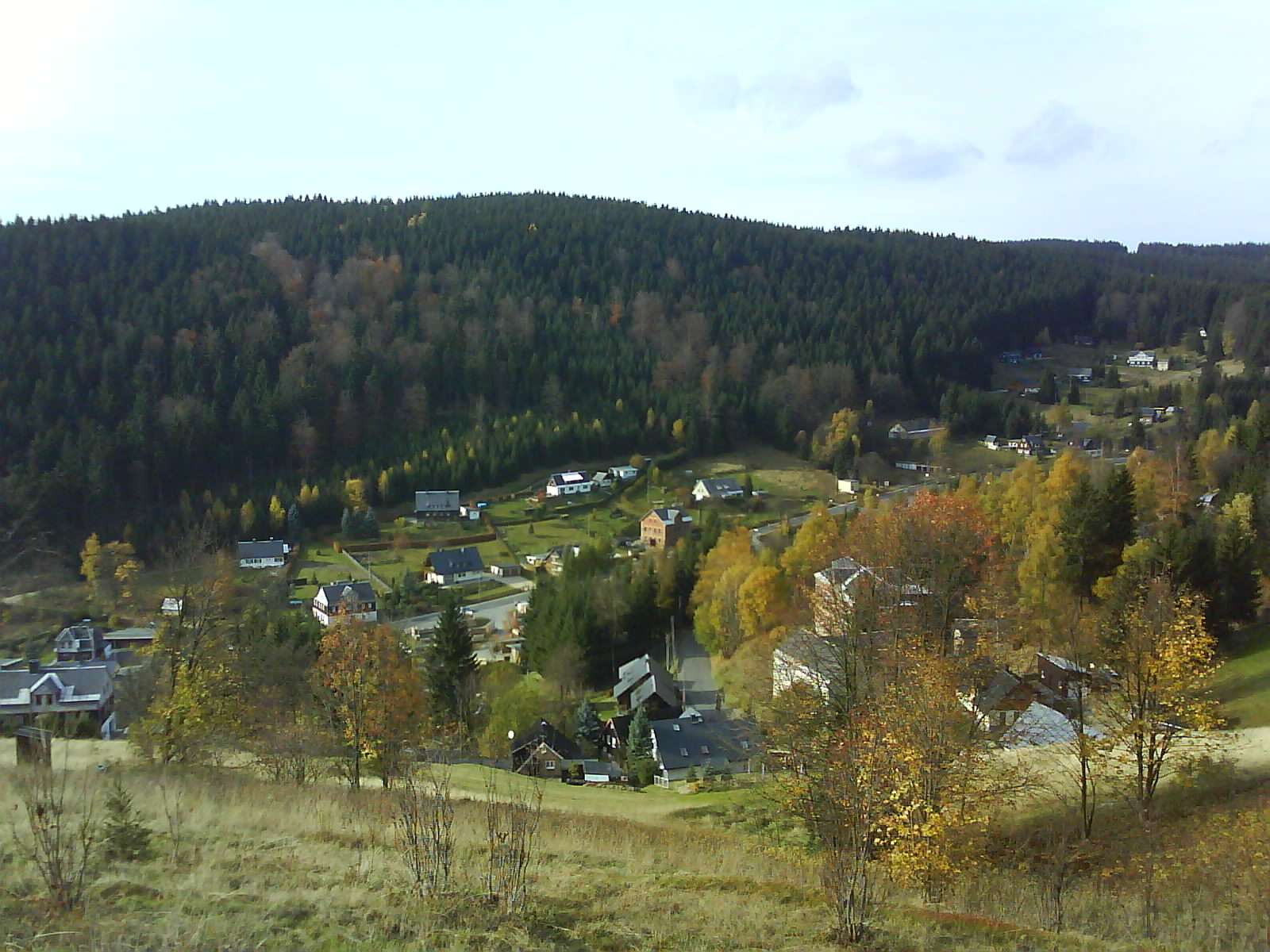
Uitzicht op Sachsenberg-Georgenthal vanaf de Kamenáč

1. Vanaf de parkeerplaats langs de B283 bij Mühlleithen leidt de met blauw aangeduide Kammweg, die in de winter als loipe dient, in de richting van de Kamenáč. Nabij de staatsgrens met Tsjechië volgt de route het vanuit Morgenröthe-Rautenkranz komende, met rood aangeduide pad naar de jeugdherberg en de uitzichtstoren (ca. 3 km).
2. Vanuit Stříbrná leidt de met groen en rood aangeduide route naar het pension "Filip". Van daaruit voert de rode route naar het Sporthotel in de dorpskern van Bublava. De gele route leidt van daaruit naar de top van de Kamenáč (ca. 5 km).
3. Vanuit Klingenthal loopt een smalle weg direct omhoog het heuvelplateau van de Kamenáč op.

De met rood aangeduide route is de Internationale bergwandelroute Eisenach-Boedapest die over de Kamenáč heen leidt.